# Liefde overwint alles (single)
Liefde overwint alles is een nummer van de Nederlandse zanger en televisiepersoonlijkheid Gordon uit 2013. Het is de tweede single van zijn gelijknamige album, en werd gelijktijdig met de singles Kom eens dichterbij en So This Is Me uitgebracht.
"Liefde overwint alles" is een uptempo nummer dat tegen de dancepop aanligt. Het nummer haalde de 3e positie in de Nederlandse Single Top 100.